# Schneppenbaum

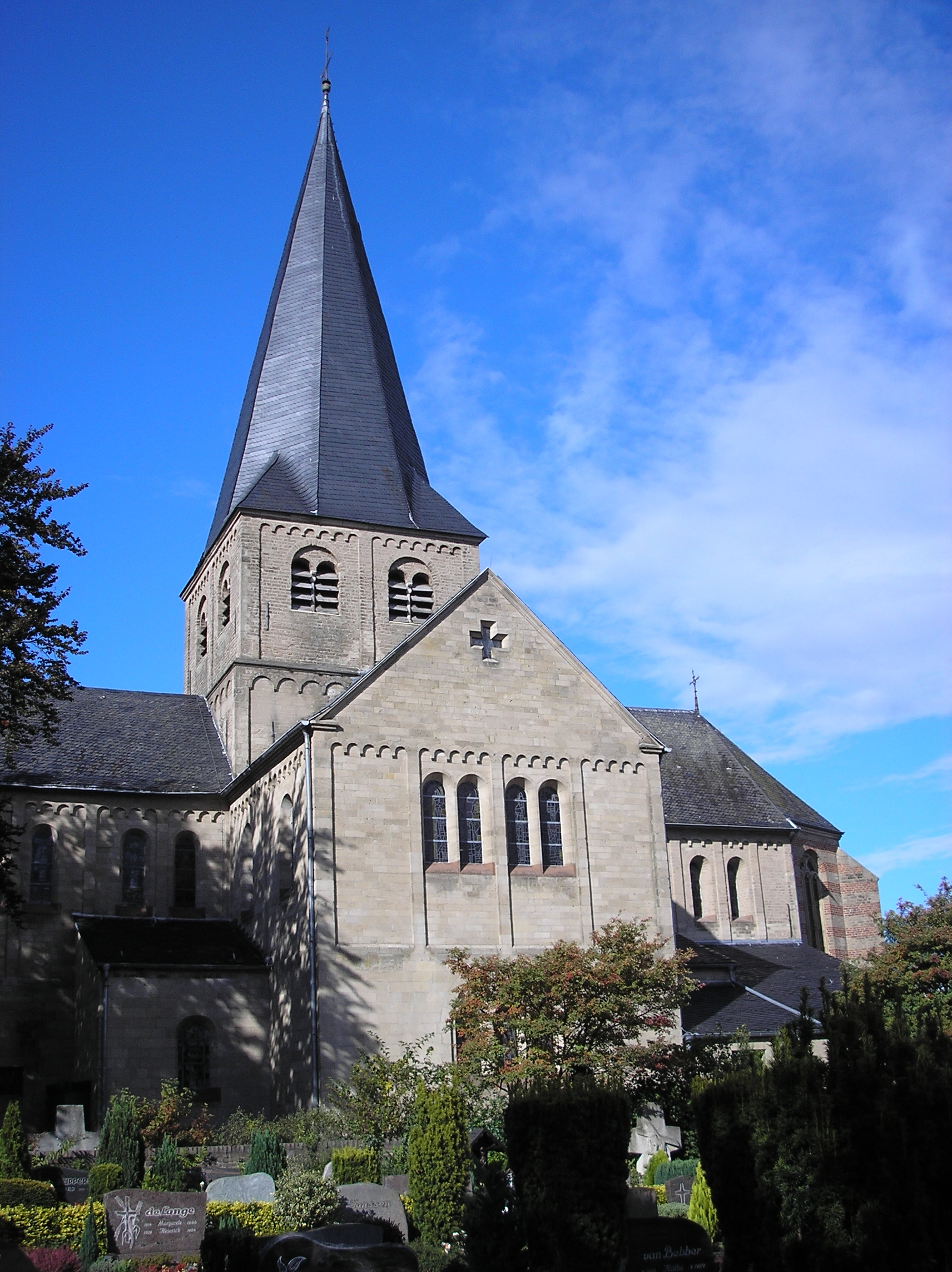
St. Markus

Schneppenbaum is een plaats in de gemeente Bedburg-Hau. Het dorp heeft 2995 inwoners. Het ligt aan de weg van Kleef naar Uedem. In het centrum bevinden zich het gemeentehuis van Bedburg-Hau, een winkelcentrum, het overdekte zwembad 'Bedburger Nass', een basisschool en een middelbare school.
De Sint-Markus kloosterkerk
De kerk in Schneppenbaum is gewijd aan St. Markus. In 1124 richtte de Norbert von Xanten het premonstratenzerklooster Bedburg op. Het had een romaanse kern en een robuuste toren in het midden. Beschermers van de kerk waren Arnoud I van Kleef en zijn gemalin Bertha. De kerk en het klooster waren gewijd aan Maria en aan Johannes de Doper. In 1190 werd het mannenklooster omgevormd tot dubbelklooster, in 1517 werd het een geseculariseerd damesstift. In 1744 werden drie zijbeuken van de kerk gesloopt. In 1802 werd het klooster door Napoleon opgeheven en kwamen de bezittingen aan de overheid. In 1902 werd de Marcuskerk weer in haar oorspronkelijke vorm opgebouwd in tufsteen. Op de plek waar nu de Klosterplatz is werden in 1825 en 1972 Romeinse graven gevonden die duiden op een begraafplaats aldaar uit de jaren 150 tot 350 n.Chr. De parochie omvat ook de nieuwe Sint-Antoniuskerk in Hau en de Sint-Martinuskerk in Qualburg.
LVR-Klinik Bedburg-Hau
Direct naast Schneppenbaum ligt het terrein van de psychiatrische LVR-Klinik Bedburg-Hau. De jugendstil-gebouwen stammen uit het begin van de twintigste eeuw (1908). Op het terrein is in Haus 6 het Artoll Labor kunstenaarsinitiatief gevestigd met exposities van hedendaagse kunst. Ook zijn er penitentiaire inrichtingen op het terrein.

## Wandelpad en fietsroute
Voltaire Weg
Het wandelpad Voltaire Weg loopt langs het dorp richting Moyland over de Nederrijnse Heuvelrug. In 1997 werd nabij Schneppenbaum Museum Schloss Moyland geopend.
Via Romana
Via Romana: fietsroute langs meerdere historische plekken en musea in de linker-Nederrijnregio.

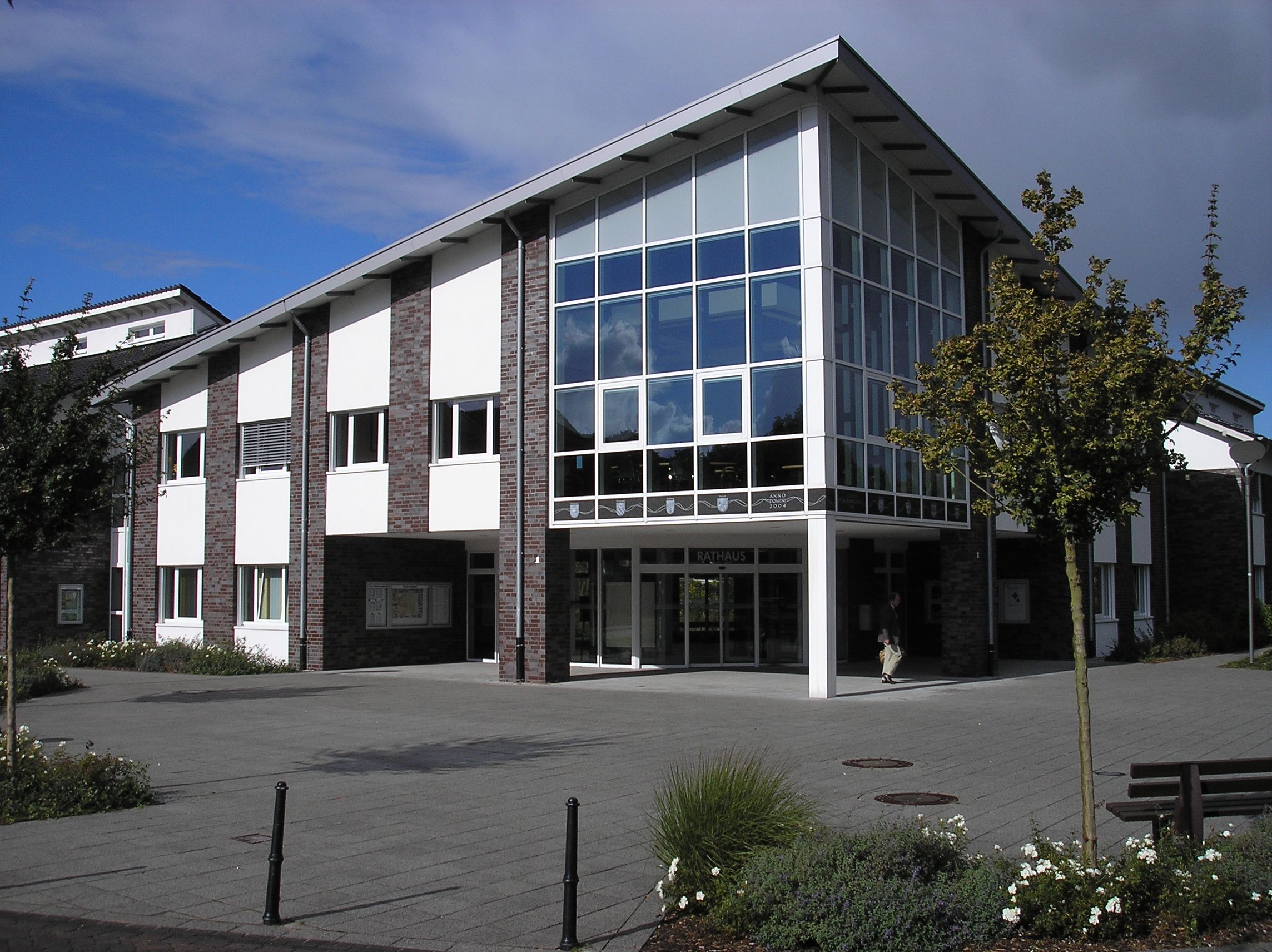
Het gemeentehuis van Bedburg-Hau in Schneppenbaum
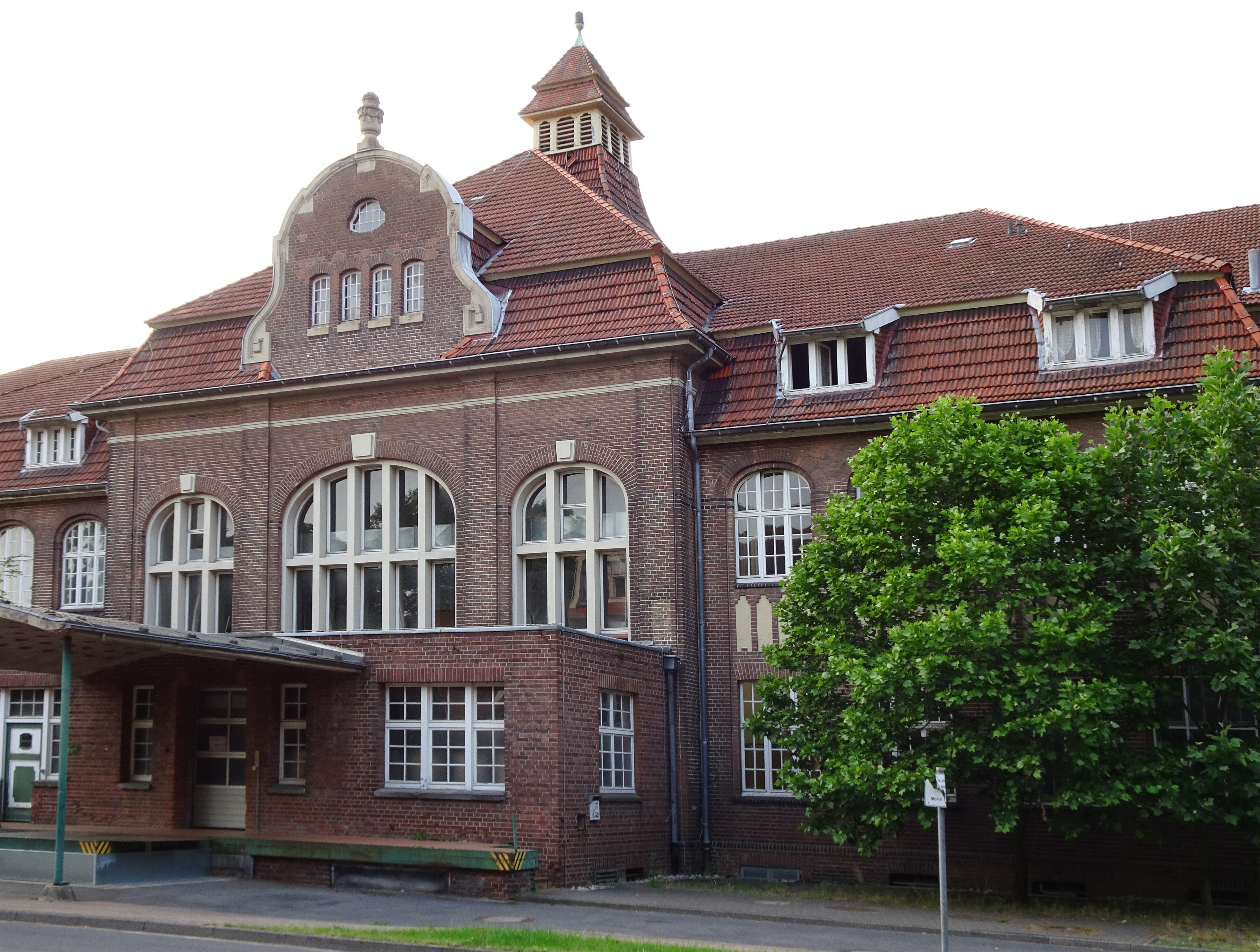
LVR-Klinik Bedburg-Hau